# Calvêncio Viator
Marco Calvêncio Viator (em latim: Marcus Calventius Viator) foi um soldado e comandante da guarda montada do imperador romano Adriano, os "equites singulares Augusti", no início do século II. Viator serviu como centurião na IV Flavia Felix e um oficial-treinador ("exercitator") da cavalaria de Caio Avídio Nigrino ("equites singulares"). Ele deixou uma dedicação na base legionária no norte da Dácia, em Ápulo, em algum momento entre 110 e 118. Em 118, Nigrino foi envolvido numa conspiração com Lúsio Quieto contra Adriano e se especulou que Viator pode ter sido o responsável por ter implicado Nigrino, pois foi promovido logo depois por Adriano.
Viator foi promovido e passou a cuidar dos guardas montados do imperador em algum momento antes de 128, como se atesta em Zerai, na África.